# Padru
Padru est une commune italienne de la province de Sassari dans la région Sardaigne en Italie.

## Administration
| Période                                  | Période | Identité | Étiquette | Qualité |
| ---------------------------------------- | ------- | -------- | --------- | ------- |
|                                          |         |          |           |         |
| Les données manquantes sont à compléter. |         |          |           |         |

### Hameaux
Sozza,Cuzzola, Sa Serra,Pedra Bianca, Biasì,Tirialzu,Ludurru, Sos Runcos,Sas Enas

### Communes limitrophes
Alà dei Sardi, Loiri Porto San Paolo, Olbia, San Teodoro, Torpè, Lodè, Bitti